# Wilfried Kanon
Wilfried Kanon, född 6 juli 1993 i Kaabo, är en ivoriansk fotbollsspelare som spelar för HIFK.